# مانويل كوريلز (لاعب رماية)
مانويل كوريلز (بالإسبانية: Manuel Corrales Gallego)‏ هو لاعب رماية إسباني، ولد في 18 ديسمبر 1896 في سمورة في إسبانيا، وتوفي في أكتوبر 1936 في مدريد في إسبانيا.

## وصلات خارجية
- مانويل كوريلز على موقع أوليمبيديا (الإنجليزية)